# Новая Гримовня
Новая Гримовня — упразднённая в 1964 году деревня в Брасовском районе Брянской области России. Входила на год упразднения в состав Александровского сельсовета. Включена в черту посёлка Коллективист, входящего в XXI веке в состав Дубровского сельского поселения Брасовского района Брянской области.

## География
Находился к югу от совхоза «Коллективист» (на карте 1941 года)

## История
В годы Великой Отечественной войны территория оккупирована немецко-фашистскими войсками с августа 1941 по 24 сентября 1943 и входила в Локотское самоуправление.
В 1964 году деревня включена в состав посёлка  Коллективист.

## Известные уроженцы, жители
- Чепелева, Раиса Семёновна (1939—2000) — советский хозяйственный и государственный деятель, Герой Социалистического Труда.

## Инфраструктура
Личное подсобное хозяйство с зоной сельскохозяйственного использования, индивидуальная застройка усадебного типа.
Основа экономики — сельское хозяйство.